# 1989 في مصر
فيما يلي قوائم الأحداث التي وقعت خلال عام 1989 في مصر.

## ظهور
- 1 يناير – نصف الدنيا

## أفلام
من الأفلام التي صدرت هذه السنة في مصر:
- 1 يناير – أيام الغضب
- 1 يناير – حارة برجوان من إخراج حسين كمال.
- 1 يناير – عليش دخل الجيش
- 1 يناير – كتيبة الإعدام من إخراج عاطف الطيب.
- 1 يناير – لعبة الأشرار من إخراج هنري بركات.
- 16 يناير – الدنيا على جناح يمامة من إخراج عاطف الطيب.
- 10 يوليو – المولد من إخراج سمير سيف.
- 14 أغسطس – فتوات السلخانة
- 18 سبتمبر – فضيحة العمر
- 2 أكتوبر – قلب الليل من إخراج عاطف الطيب.
- 4 ديسمبر – العميل رقم 13 من إخراج مدحت السباعي.

## كتب
من الكتب التي صدرت هذه السنة في مصر:
- 1 يناير – الأدلة المادية على وجود الله من تأليف محمد متولي الشعراوي.

## مواليد

### يناير
- 1 يناير – رنيم الوليلي لاعبة اسكواش مصرية.
- 1 يناير – علي العربي لاعب كرة قدم مصري.
- 10 يناير – علي جبر لاعب كرة قدم مصري.
- 11 يناير – إسلام جمال لاعب كرة قدم مصري.
- 29 يناير – محمد أبو جبل لاعب كرة قدم مصري.

### فبراير
- 14 فبراير – بهاء مجدي لاعب كرة قدم مصري.
- 26 فبراير – مروان محسن لاعب كرة قدم مصري.

### مارس
- 17 مارس – مصطفى عفروتو لاعب كرة قدم مصري.

### أبريل
- 1 أبريل – سعد سمير لاعب كرة قدم مصري.
- 30 أبريل – حسام حسن لاعب كرة قدم مصري.

### مايو
- 1 مايو – إيهاب عبد الرحمن السيد
- 14 مايو – محمد طلعت لاعب كرة قدم مصري.
- 20 مايو – هاجر بدران سبّاحة مصرية.

### يونيو
- 7 يونيو – شريف حازم لاعب كرة قدم مصري.

### يوليو
- 21 يوليو – أحمد شكري لاعب كرة قدم مصري.
- 26 يوليو – إسلام رشدي لاعب كرة قدم مصري.

### أغسطس
- 7 أغسطس – أحمد عبد المقصود لاعب كرة قدم قطري.
- 21 أغسطس – طارق عامر لاعب كرة قدم مصري.

### سبتمبر
- 14 سبتمبر – محمد فاروق لاعب كرة قدم مصري من مواليد 1989.
- 26 سبتمبر – نسمة محجوب موسيقية مصرية.

### أكتوبر
- 1 أكتوبر – محمود توبة لاعب كرة قدم مصري.
- 14 أكتوبر – علي لطفي لاعب كرة قدم مصري.

### نوفمبر
- 17 نوفمبر – عصام علي السيد لاعب كرة قدم مصري.
- 22 نوفمبر – سلمى أحمد

### ديسمبر
- 9 ديسمبر – أحمد مجدي لاعب كرة قدم مصري.

## وفيات

### يناير
- 1 يناير – أحمد أمين عاصم (مواليد 1918)
- 17 يناير – جورج شحادة (مواليد 1905)

### أبريل
- 17 أبريل – إنجي حسن أفلاطون (مواليد 1924) رسامة مصرية.

### نوفمبر
- 30 نوفمبر – حسن فتحي (مواليد 1900) مهندس معماري مصري.